# گیرایی و وسوسه هالیوود
گیرایی و وسوسهٔ هالیوود (انگلیسی: The Lure of Hollywood) یک فیلم کوتاه کمدی به کارگردانی راسکو آرباکل است که در سال ۱۹۳۱ منتشر شد.

## گزیدهٔ بازیگران
- ویرجینیا بروکس
- ریتا فلین
- فیلیس کرین
- جرج چندلر
- برایانت واشبرن